# Sárgahasú lugasépítő
A sárgahasú lugasépítő (Chlamydera lauterbachi) a madarak osztályának verébalakúak (Passeriformes) rendjébe és a lugasépítő-félék (Ptilonorhynchidae) családjába tartozó faj.
Tudományos nevét Carl Lauterbach német botanikusról kapta.

## Előfordulása
Új-Guinea szigetén él, a szigetnek mind az Indonéziához, mind a Pápua Új-Guineához tartozó részén honos. A természetes élőhelye szubtrópusi vagy trópusi síkvidéki nedves erdők, szubtrópusi vagy trópusi hegyi nedves erdők, száraz szavannák, szubtrópusi vagy trópusi síkvidéki nedves cserjések, vizes élőhelyek, mocsarak és lápok, valamint vidéki kertek és erősen leromlott egykori erdők.

## Alfajai
- Chlamydera lauterbachi lauterbachi (Reichenow, 1897)
- Chlamydera lauterbachi uniformis Rothschild, 1931

## Megjelenése
Testhossza 27 centiméter. Tollazat felül barnás, alul sárga.

## Életmódja
Növényekkel (gyümölcsökkel, rügyekkel, magvakkal, levelekkel) táplálkozik, de kisebb mértékben bogarakat és azok lárváit is elfogyasztja.

## Szaporodása
Fészekalja 1-2 tojásból áll.

## Külső hivatkozások
- Képek az interneten a fajról
- Internet Bird Collection - videó a fajról